# Thomas Emmerig
Thomas Emmerig (* 24. November 1948 in München; † 31. Januar 2021 in Kareth) war ein deutscher Musikforscher, Komponist, Musikautor und Lyriker.

## Werdegang
Thomas Emmerig studierte in Regensburg Musikwissenschaft und Germanistik von 1971 bis 1977. 1985 promovierte er mit einer Arbeit zu seinem Namensvetter, dem Regensburger Komponisten Wolfgang Joseph Emmerig (1772–1839).
Während seines Studiums organisierte er in Regensburg die Konzertreihen der Künstlervereinigungen „Eckiger Kreis Regensburg“ und „Junge Akademie Regensburg“, die er als Komponist mitbegründet hatte. Gleichzeitig war er zunächst als Mitarbeiter, dann als Verlagslektor des Feuilletons der Mittelbayerischen Zeitung Regensburg und ab 1986 als Redakteur für die Periodika „Musiktheorie“ des Laaber-Verlags tätig.
In den Jahren 1977 bis 1981 veröffentlichte Thomas Emmerig Gedichte und Prosa-Texte (Ad Astra Press, Regensburg).
Sein musikwissenschaftliches Hauptgebiet war die bayerische Musikgeschichte, insbesondere der Oberpfalz und der Stadt Regensburg. Er verfasste für die Zeitschrift Musik in Bayern, Gesellschaft für Bayerische Musikgeschichte eine beträchtliche Zahl von Aufsätzen. Seit 1999 arbeitete er als selbstständiger Buchhersteller und freier Autor, auch speziell mit Lyrik.
Ein Schwerpunkt seines Interesses war die Musiktheorie, dem gewichtige Abhandlungen zu verdanken sind, insbesondere zur künstlerischen Gestalt des Regensburger Kapellmeisters und Komponisten Joseph Riepel. Emmerigs Forschung zu diesem Komponisten entwickelte sich zu einem „Standardwerk“.
Ein weiteres Anliegen waren ihm die in der NS-Zeit vergessenen Komponisten.
Thomas Emmerig gehörte auch zu den Autoren der Musik-Enzyklopädie MGG 2.

## Werke

### Kompositionen
- Missa in dubio. für Bariton, Sprecher und 4-st. gem. Chor, 1987 (Text: Peter Coryllis). Laurentius-Musikverlag, Frankfurt (Main) 2016
- Kammermusik
- Klavier- und Orgelmusik
- Liederzyklen für Sologesang, Gesang mit Klavier bzw. mit Instrument oder Instrumentalensemble
- Chor- und Orchesterwerke.

### Musik-Editionen (Auswahl)
Werke der Komponisten
- Heinrich Simbriger (1903–1976),[7]
- Max Jobst (1908–1943 (vermisst))[8][9]
- Hans Feiertag (1911–1943 (vermisst))[10]
- Innerhalb der Schriftenreihe des Sudetendeutschen Musikinstituts[11]

### Schriften (Auswahl)
- Thomas Emmerig: ... worinn Geschmack, Ordnung und Gründlichkeit herrschet – Zum kompositorischen Werk des „Turntaxischen“ Kapellmeisters Joseph Riepel (1709–1782) ohne Berücksichtigung seiner Kirchenmusik. In: Jahrbuch für die Gesellschaft Bayerischer Musikgeschichte, Heft 25, 1982 II.
- Joseph Riepel (1709–1782). Hofkapellmeister des Fürsten von Thurn und Taxis. Biographie – Thematisches Werkverzeichnis – Schriftenverzeichnis (= Thurn und Taxis-Studien 14). Laßleben, Kallmünz 1984, ISBN 3-7847-1516-8.
- Als Hrsg.: Joseph Riepel: Sämtliche Schriften zur Musiktheorie (= Wiener musikwissenschaftliche Beiträge 20). 2 Bände, Wien 1996.
- Musiktheorie und musikalisches Werk: eine Diskussion im Briefwechsel zwischen Hans-Georg Burghardt und Heinrich Simbriger (Forschung zur Musik Heinrich Simbrigers).
- Als Hrsg.: Musikgeschichte Regensburgs. Pustet, Regensburg 2006, ISBN 3-7917-2008-2.
- „... es war, als hätte die Musik ihn gewählt“. Biographie und Werk des Komponisten Hans Feiertag (1911–1943). Con Brio, Regensburg 2016, ISBN 978-3-940768-62-9.

### Lyrik
- Näherungen -gedichte- 1977, ISBN 3-88134-062-9. Mit Illustrationen von Hans Rieser
- GLÄSER -Gedichte- 1979, ISBN 3-88134-094-7. Mit Illustrationen von Hans Rieser
- Der Traum von der Wirklichkeit des Traums -Gesammelte Prosa 1972–1980- (2. erw. Auflage 1981). Mit Illustrationen von Johanna Obermüller